# Johan Santana
Johan Alexander Santana Araque (ur. 13 marca 1979) – wenezuelski baseballista, który występował na pozycji miotacza.

## Przebieg kariery
W 1995 roku podpisał kontrakt jako wolny agent z Houston Astros, jednak występował jedynie w klubach farmerskich tego zespołu. 13 grudnia 1999 przeszedł na mocy tak zwanego Rule 5 draft (draft, do którego przystępują zawodnicy z niższych lig, niepowołani do 40–osobowego składu na najbliższy sezon) do Florida Marlins i jeszcze tego samego dnia został oddany do Minnesota Twins. W Major League Baseball zadebiutował 3 kwietnia 2000 w meczu przeciwko Tampa Bay Devil Rays.
W sezonie 2004 zwyciężył w klasyfikacji ERA (2,61) oraz strikeouts (265) i otrzymał nagrodę Cy Young Award dla najlepszego miotacza w lidze, zaś w głosowaniu do nagrody MVP American League zajął 6. miejsce. Rok później po raz pierwszy w karierze wystąpił w Meczu Gwiazd.
W 2006 zdobył Potrójną Koronę, mając najwięcej w American League zwycięstw (19), najlepszy wskaźnik ERA (2,77) i najwięcej strikeouts (245), a także po raz drugi w karierze otrzymał Cy Young Award. W lutym 2008 w ramach wymiany zawodników przeszedł do New York Mets, podpisując sześcioletni kontrakt wart 137,5 miliona dolarów.
W 2011 z powodu kontuzji lewego ramienia, którą odniósł pod koniec sezonu 2010, wystąpił jedynie w dwóch meczach St. Lucie Mets, klubu farmerskiego New York Mets. 1 czerwca 2012 w meczu przeciwko St. Louis Cardinals rozegrał pierwszego w historii klubu no-hittera.
W marcu 2014 podpisał niegwarantowany kontrakt z Baltimore Orioles, zaś w lutym 2015 niegwarantowaną umowę z Toronto Blue Jays.

## Nagrody i wyróżnienia
| Nagroda/wyróżnienie   | Lata                   | Źródło      |
| 4× All-Star           | 2005, 2006, 2007, 2009 | [ 3 ]       |
| AL Cy Young Award     | 2004, 2006             | [ 5 ] [ 8 ] |
| Gold Glove Award      | 2007                   | [ 14 ]      |
| 2× Warren Spahn Award | 2004, 2006             | [ 15 ]      |
| MLB Triple Crown      | 2006                   | [ 7 ]       |